# Chart-Pattana-Partei

Parteilogo aus dem Jahr 2007

Die Chart-Pattana-Partei (thailändisch พรรคชาติพัฒนา, RTGS: Phak Chat Phatthana, übersetzt „Partei für nationale Entwicklung“ oder „Nationale Entwicklungspartei“) ist eine politische Partei in Thailand.
Sie wurde 1992 von dem ehemaligen Ministerpräsidenten Chatichai Choonhavan gegründet. In den 1990er-Jahren gehörte sie landesweit zu den vier stärksten Parteien. Wie die meisten anderen thailändischen Parteien bestand sie aus mehreren innerparteilichen Gruppierungen und Flügeln. Sie hatte keine feste Organisationsstruktur und verfolgte keine bestimmte politische Ideologie, sondern diente den Interessen der Politiker, die sich in ihr zusammengeschlossen hatten. Häufig traten ihre Abgeordneten auch zu anderen Parteien über. Ihre Hochburgen lagen im Nordosten Thailands (Isan). 2005 ging sie in der Thai-Rak-Thai-Partei auf. 
Nach deren Verbot 2007 wurde sie wiederbelebt, konnte aber nicht wieder ihre frühere Bedeutung gewinnen. Infolge von Fusionen mit anderen Parteien wechselte sie mehrmals ihren Namen. So hieß sie ab 2007 Ruam Jai Thai Chart Pattana, ab 2010 Ruam Chart Pattana, 2011 kurzzeitig Chart Pattana Puea Pandin. Seit August 2011 hat sie wieder ihren ursprünglichen Namen. Seit der Parlamentswahl 2019 ist sie mit drei Sitzen im thailändischen Repräsentantenhaus vertreten und als Juniorpartner an der Koalitionsregierung von Ministerpräsident Prayut Chan-o-cha beteiligt.

## Geschichte

### Gründung 1992
Offiziell entstand die Chart-Pattana-Partei durch Umbenennung der 1982 von General Arthit Kamlang-ek gegründeten Thailändischen Volkspartei. Diese war 1992 jedoch nur noch eine leere Hülle, da General Arthit und alle wichtigen Mitglieder ausgetreten waren.  Kurz vor der Wahl im September 1992 übernahmen Chatichai Choonhavan, der bis zum Militärputsch 1991 Ministerpräsident gewesen war und eine Gruppe weiterer Politiker der Chart-Thai-Partei um Chatichais Neffen Korn Dabbaransi die Partei und benannten sie um. Sie hatten ihre vormalige Partei verlassen, da diese an der militärnahen Koalitionsregierung von General Suchinda Kraprayoon teilgenommen hatte und es außerdem Konflikte um die Parteiführung gab. In den heftigen Auseinandersetzungen zwischen der militärgestützten Regierung und der Demokratiebewegung („Schwarzer Mai“) hatte die thailändische Presse sie daher als eine der „Teufels-Parteien“ bezeichnet. Die Gruppe um Korn war mit dieser Allianz unzufrieden und überzeugte auch Chatichai, aus der Partei auszutreten. Die neue Partei sollte als Vehikel für eine zweite Amtszeit Chatichais dienen. Ihr traten außerdem Mitglieder der ebenfalls der Militärjunta nahestehenden Partei Samakkhi Tham bei, die sich nun von dieser distanzieren wollten. Dazu gehörten General Arthit Kamlang-ek (der also zu seiner früheren Partei zurückkehrte), Somchai Khunpluem (der „Pate von Chonburi“) und der Unternehmer Suwat Liptapanlop aus Nakhon Ratchasima. Hinzu kam der Generalsekretär der Demokratischen Partei, Prachuab Chaisarn.
Chatichai war es wichtig, dass die Partei nichts mit der Militärjunta und ihrem gewaltsamen Vorgehen gegen die Massenproteste im Mai 1992 zu tun hatte. Er präsentierte sie als eine neue Partei, die vorwiegend aus jüngeren Abgeordneten bestand, für Demokratie eintrat und in der polarisierten politischen Landschaft eine neutrale Position einnahm. Es gelang der Partei, finanzstarke Geldgeber zu gewinnen und Abgeordnete von anderen Parteien zum Übertritt zu bewegen. Bei der Wahl im September 1992 wurde sie mit 60 Sitzen drittstärkste Kraft. Sie trat der Koalitionsregierung unter Führung von Chuan Leekpai und seiner Demokratischen Partei bei, verließ diese jedoch nach weniger als einem Jahr wieder.

### Regierungsbeteiligung und Auflösung unter Thaksin

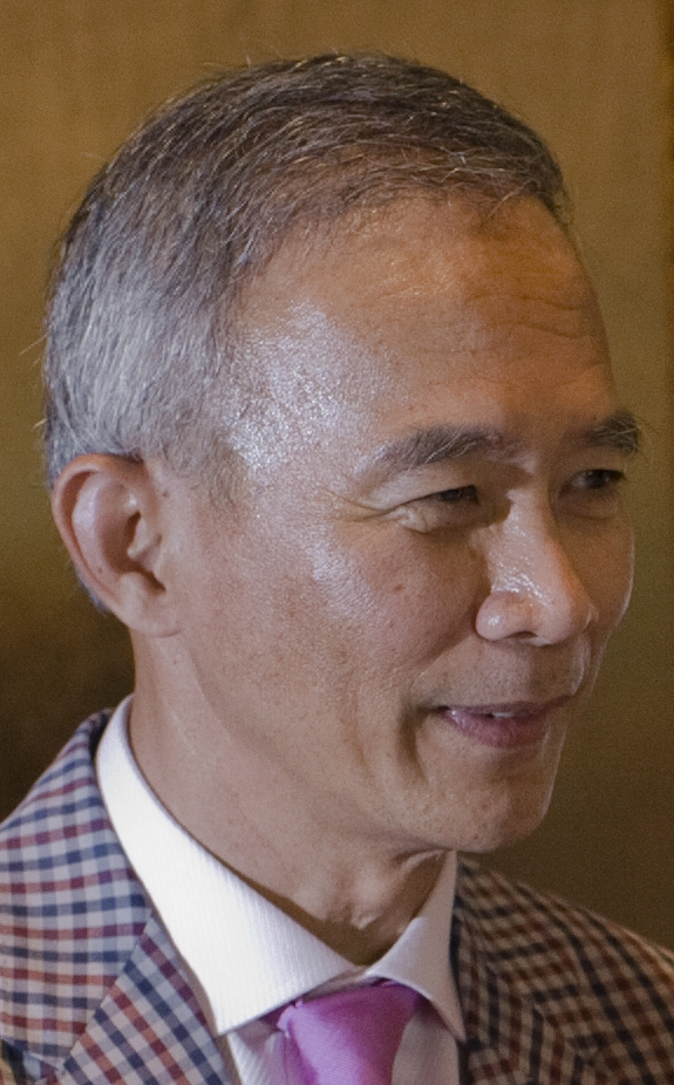
Suwat Liptapanlop (2011)

Bei der Wahl 1995 verlor die Chart-Pattana-Partei einige Sitze und blieb in der Opposition. Nach der vorgezogenen Neuwahl 1996 war sie Juniorpartner in der Koalitionsregierung von Chavalit Yongchaiyudh. Nach dem Tod Chatichai Choonhavans 1998 folgte ihm sein Neffe Korn Dabbaransi als Parteichef. Ab 1998 gehörte die Partei dem zweiten Kabinett von Chuan Leekpai an. Bei der Wahl 2001 musste sie schwere Verluste zugunsten der neuen Thai-Rak-Thai-Partei (TRT) hinnehmen, die die Wahl erdrutschartig gewann. Sie ging zunächst in die Opposition. Im Dezember des gleichen Jahres trat sie jedoch der TRT-geführten Koalition des Ministerpräsidenten Thaksin Shinawatra bei, wodurch die Regierung dann fast drei Viertel der Sitze im Parlament kontrollierte.
Thaksin drängte die Chart-Pattana-Partei, mit seiner TRT zu verschmelzen. Das befürworteten auch einige ihrer Mitglieder, nicht aber die Parteiführung um den neuen Vorsitzenden Suwat Liptapanlop. Daraufhin warf Thaksin sie im November 2003 aus seiner Koalition. Die Politiker, die weiter Teil der Regierung sein wollten, einschließlich des Mitgründers und ehemaligen Parteivorsitzenden Korn Dabbaransi, traten zu Thaksins TRT über. Die Chart-Thai-Partei war in ihrem Kernland im Nordosten jedoch immer noch stark. Es gelang ihr bei der Kommunalwahl 2004 in Nakhon Ratchasima gegen die TRT zu gewinnen. Thaksin übte weiteren Druck aus und vor der Wahl 2005 ging auch der Rest der Partei in der TRT auf, die nach der Wahl mehr als drei Viertel der Sitze auf sich vereinte.

### Wiederbelebung seit 2007

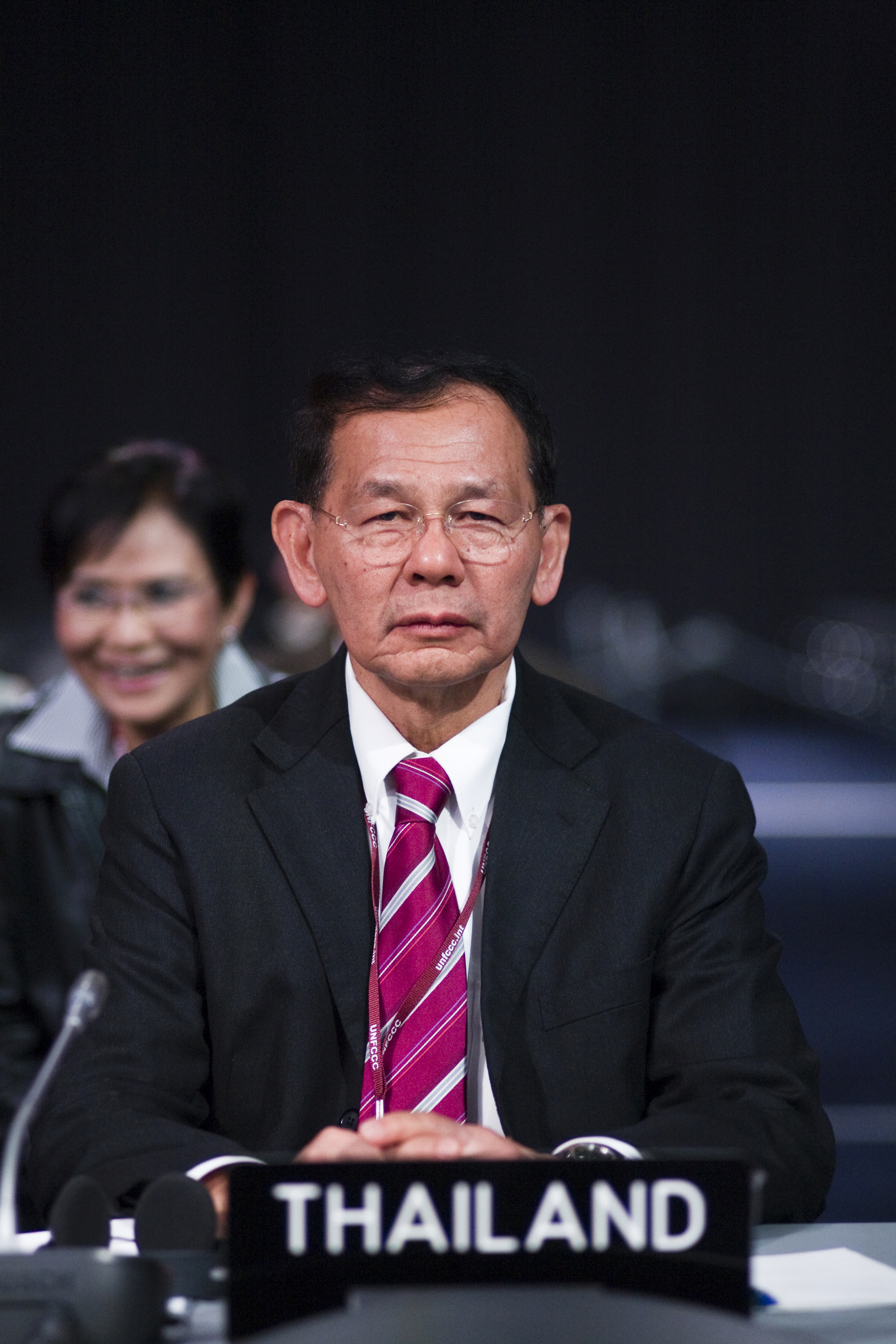
Wannarat Channukul (2009)

Nach dem Putsch im September 2006 löste das „Verfassungstribunal“ die TRT-Partei 2007 auf und verhängte ein fünfjähriges Politikverbot für alle 111 ihrer Funktionsträger, darunter auch Suwat Liptapanlop. Die verbleibenden Politiker der Chart Pattana und diejenigen der Ruam Jai Thai („Vereinte Thai“) schlossen sich im September 2007 zur Ruam Jai Thai Chart Pattana zusammen. Ihr faktischer Chef ist seither Suwat, der jedoch infolge seiner Betätigungssperre kein politisches Amt annehmen durfte. Offiziell ist daher sein Schwager Wannarat Channukul Parteivorsitzender. Zur ersten Parlamentswahl nach dem Putsch, im Dezember 2007, präsentierte sie sich als neutrale Alternative zu den beiden rivalisierenden Großparteien (Demokratische Partei und TRT-Nachfolgerin Partei der Volksmacht). Ihr gehörten sowohl frühere Vertreter des Thaksin-Lagers, als auch dessen Gegner an. Die Partei gewann acht Sitze. Sie schloss sich der von der Partei der Volksmacht geführten Regierung unter Samak Sundaravej an. In ihr diente Suwats Frau Poonpirom Liptapanlop als Energieministerin. Im Dezember 2008 lief die Partei zum Lager der Demokratischen Partei über und verhalf Abhisit Vejjajiva zu einer Mehrheit. In seinem Kabinett war Wannarat Energieminister. Vor der Wahl 2011 verschmolz die Ruam Chart Pattana mit dem Rumpf der Puea-Pandin-Partei zur Chart Pattana Puea Pandin.
Suwat Liptapanlop engagiert sich auch als Sportfunktionär, beispielsweise als Präsident des thailändischen Tennisverbands. So gelang es ihm prominente Sportler für die Partei gewinnen. Bei der Wahl zählte sie den ehemaligen Tennisprofi Paradorn Srichaphan, den früheren Fußball-Nationalspieler Piyapong Piew-on und die olympische Taekwondoin Yaowapa Boorapolchai zu ihren Kandidaten. Die Partei gewann sieben Sitze, die meisten davon für Wahlkreise in der Provinz Nakhon Ratchasima, Suwats und Wannarats Heimatprovinz. Sie schloss sich der Regierungskoalition unter Führung der siegreichen Pheu-Thai-Partei und Yingluck Shinawatra an. In ihrem Kabinett übernahm Wannarat Channukul das Industrieressort. Im September kürzte die Partei den sperrigen Namen und nahm wieder ihren ursprünglichen an. Wannarat trat im Januar 2012 aus Gesundheitsgründen zurück und wurde durch M.R. Pongsvas Svasti ersetzt.
Nach dem Putsch im Mai 2014 war die CPP – wie alle Parteien in Thailand – inaktiv. Nach der Wiederbelebung im Jahr 2018 übernahm Suwats jüngerer Bruder Tewan Liptapanlop den Parteivorsitz. Bei der Parlamentswahl im März 2019 fiel sie auf drei Sitze im Repräsentantenhaus zurück. Anschließend ging sie eine Koalition mit der Phalang-Pracharat-Partei unter dem bisherigen Juntaführer Prayut Chan-o-cha sowie 17 weiteren Parteien ein. In der zweiten Regierung Prayuts stellt die CPP mit Tewan Liptapanlop den Minister im Amt des Ministerpräsidenten.